# شهرستان تکریت
شهرستان تکریت (به عربی: قضاء تکریت) یک شهرستان منطقهٔ مسکونی در عراق است که در استان صلاح‌الدین واقع شده‌است. شهرستان تکریت ۱۸۵٬۰۰۰ نفر جمعیت دارد.